# Hermann Höhn
Hermann Höhn (* 27. Dezember 1912 in Haspe, heute Stadtteil von Hagen; † 22. Oktober 1997) war ein deutscher evangelischer Pfarrer. Sein Name ist eng mit der Gründung und der erfolgreichen Entwicklung der Ledder Werkstätten verknüpft.

## Leben
Hermann Höhn wuchs in seinem Geburtsort Haspe auf.  Im Alter von zwei Jahren wurde er zum Halbwaisen, als sein Vater im Ersten Weltkrieg starb. Nach der Mittleren Reife begann er eine Lehre zum Speditionskaufmann. 1932 meldete er sich in der Evangelischen Diakonieanstalt in Volmarstein zur Ausbildung an. Diese wurde jedoch durch den Reichsarbeitsdienst unterbrochen. 1937 begann Höhn im Auslandsseminar in Ilsenburg eine Ausbildung zum Missionar für Brasilien. Das Seminar wurde allerdings schon ein Jahr später durch die Gestapo geschlossen. Höhn arbeitete daraufhin als Buchhalter in einem Baugeschäft.
Noch vor Ausbruch des Zweiten Weltkriegs heiratete Hermann Höhn 1939  Margarete Berger.
1940 zum Wehrdienst einberufen, machte Höhn den Krieg als Funker mit. 1944 verwundet, kam er in Ungarn in ein Lazarett und geriet schließlich bei Cherbourg in US-amerikanische Kriegsgefangenschaft. In diesem Kriegsgefangenenlager traf er auf spätere Theologen wie Jörg Zink und Alex Funke, die dort einen theologischen Kursus eingerichtet hatten, der auf Höhn prägend wirkte.
Im Oktober 1945 kehrte Höhn zu seiner Frau und seinem vierjährigen Sohn nach Holzhausen im Kreis Siegen zurück. Seinen lange angestrebten Weg in den Kirchendienst trieb er nun mit Nachdruck voran. Er betätigte sich zunächst als Pfarramtsgehilfe in Niederdresselndorf und schloss 1947 eine angefangene Diakonausbildung in Volmarstein mit dem Examen ab. Daraufhin wurde er als Diakon in Neubeckum angestellt. 1953 erhielt er die Predigerstelle in Ladbergen. Als 1955 der Innenraum der Evangelischen Kirche Ladbergens grundlegend renoviert wurde, entfernte man auch Engeldarstellungen von den Wänden. „Das himmlische Federvieh kommt aus der Kirche raus“, soll Höhn dazu gesagt haben. Wobei er den Begriff "Himmlisches Federvieh" von dem damaligen Oberkirchenrat Brandes der Westfälischen Evangelischen Kirche übernommen hat.
Neben seiner Predigertätigkeit besuchte er als Gasthörer Vorlesungen der Evangelisch-Theologischen Fakultät der Universität Münster. 1958 legte er das zweite theologische Examen ab.

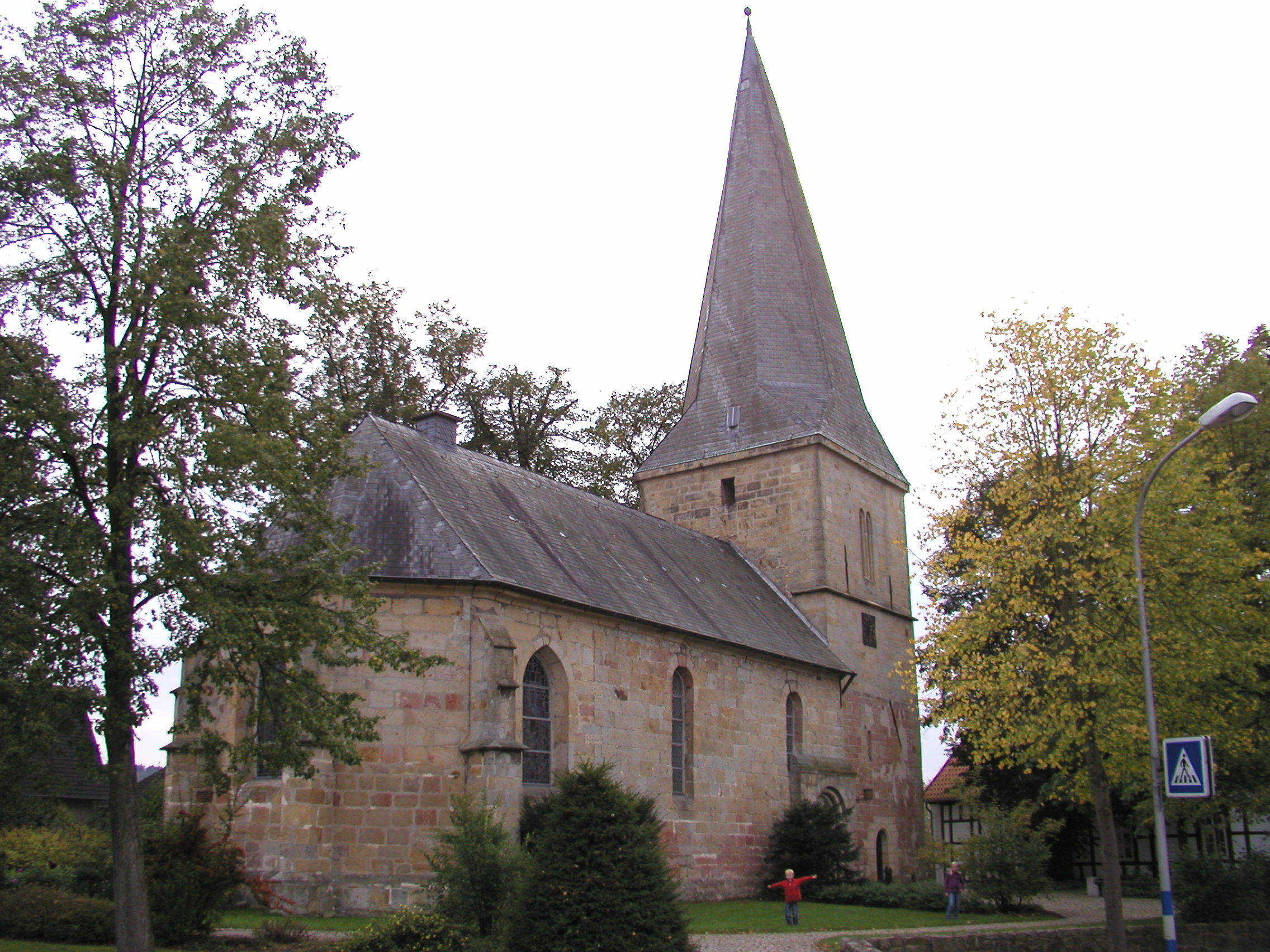
Hermann Höhn war von 1958 bis 1978 Pfarrer an der Evangelischen Dorfkirche Ledde

Im gleichen Jahr wählte ihn das Presbyterium der Evangelischen Kirchengemeinde Ledde zum Gemeindepfarrer. Dort gründete er 1959 den Posaunenchor Ledde und erreichte, dass 1962 ein neues, großzügiges  Gemeindehaus errichtet wurde. Auch die Renovierung der Ledder Dorfkirche fiel in die ersten Jahre seiner Amtszeit. Höhn sorgte dabei auch für ein neues Kirchengestühl und dafür, dass historische Malereien im Chor freigelegt wurden. All diese Renovierungsarbeiten fanden mit dem Einbau einer neuen Orgel 1969 ihren Abschluss.
Ein Zeichen der Ökumene setzte Höhn zusammen mit dem Presbyterium 1969, als sie es den örtlichen Katholiken ermöglichten, ihre Vorabendmesse in der Ledder Dorfkirche zu feiern.
Einen ganz wesentlichen Schwerpunkt der Tätigkeiten Pfarrer Höhns bildete jedoch der Einsatz für Behinderte. So war ihm die Seelsorge für Gehörlose schon früh ein wichtiges Anliegen. Zu diesem Zweck erlernte er die Gebärdensprache. Der Kirchenkreis Tecklenburg berief ihn 1968 zu ihrem ersten Synodalbeauftragten für Innere Mission (heute Diakonie) mit Seelsorgeauftrag für die Gehörlosen im Kreis Tecklenburg. Umgehend reagierte er auch, als im gleichen Jahr die Lebenshilfe Tecklenburg einen zuverlässigen Träger für eine Beschützende Werkstatt suchte. Pfarrer Höhn schlug vor, die seinerzeit leer stehende Dorfschule für diesen Zweck von der Gemeinde Ledde zu pachten. Er holte Hans-Martin Lagemann nach Ledde, der als Geschäftsführer zusammen mit drei Mitarbeitern die Beschützende Werkstatt Ledde mit zunächst sechs behinderten Beschäftigten aufbaute. Aus dieser gingen dann 1971 die Ledder Werkstätten hervor, die sich aus schwierigen Anfängen heraus zur größten diakonischen Arbeitsstätte im Kirchenkreis Tecklenburg entwickelte. Als Leuchtturmprojekt praktizierter christlicher Nächstenliebe gegen eine bis heute vielfach verbreitete Geisteshaltung, der Behinderung als Stigma gilt, ist diese Einrichtung weit über den Kreis Tecklenburg hinaus bekannt geworden. Als Synodalbeauftragter, Kuratoriumsvorsitzender und ab 1980 als stellvertretender Aufsichtsratsvorsitzender blieb Pfarrer Höhn den Ledder Werkstätten insgesamt gut 20 Jahre eng verbunden. Dabei kamen ihm seine kaufmännischen Kenntnisse zugute.
Als er 1978 in den Ruhestand trat, zog Hermann Höhn mit seiner Frau nach Tecklenburg. Der Geistliche engagierte sich noch weitere zehn Jahre für die Ledder Werkstätten und war nach wie vor ein geschätzter Prediger. Zwei Monate vor seinem 85. Geburtstag starb Höhn am 22. Oktober 1997.

## Auszeichnungen
- 1987  Bundesverdienstkreuz am Bande[7]
- 2010 wurde die neue Ringstraße in Ledde in Pfarrer-Höhn-Straße umbenannt.